# Heimosodat
 (décembre 2024).
Le contenu est difficilement compréhensible vu les erreurs de traduction, qui sont peut-être dues à l'utilisation d'un logiciel de traduction automatique.
Guerre civile russe

The map shows Finland within the borders of the Grand Duchy. The areas in light red represent the territorial gains hoped for as part of a Greater Finland. A Three Isthmuses border would have drastically shortened the length of the border with Russia.

Heimosodat est un ensemble de conflits armés auxquels des troupes de volontaires finlandais ont pris part dans les années 1918–1920 et 1921–1922. 
L’État finlandais n'est pas partie prenante de ces guerres mais il y aura environ 9 000 volontaires.
Pour la plupart de ces volontaires, la motivation est le rêve d'une unité des peuples finno-ougriens, d'une Grande Finlande, mêlée d'antibolchévisme, voire d'une envie d'aventure.
Environ 600 combattants finlandais y perdront la vie.

## Contexte
La Finlande, qui depuis 1809  est un Grand-Duché appartenant à l'Empire russe, acquiert dans le sillage de la révolution d'Octobre, l'indépendance en 1917.
Ce processus est accompagné par de graves conflits internes et, le 27 janvier 1918, éclate la guerre civile finlandaise.  
Bien que les participants étaient  principalement Finlandais des deux côtés, les Blancs cherchent surtout à assurer l'indépendance du pays par rapport à la Russie et à éliminer les forces révolutionnaires du territoire de l'ancien Grand-Duché.
Au milieu du XIXe siècle a eu lieu l'éveil d'une conscience nationale finlandaise et l'idée que les Finlandais et les peuples voisins par la langue et la culture forment une unité naturelle et devraient donc aussi appartenir à un même pays, la Grande Finlande, a fait son chemin.
Des considérations militaires sont liées à des motifs nationaux. 
L'existence du nouvel État de Finlande semble menacée à moyen terme à cause de la longue frontière terrestre avec la Russie qui semble difficile à défendre contre une Russie renaissante qui pourrait un jour vouloir reprendre la Finlande. 
En incorporant la Carélie orientale, la Grande Finlande n'aurait que les trois isthmes frontières entre le golfe de Finlande, le Lac Ladoga, le Lac Onega et la Mer Blanche.
Juho Kusti Paasikivi, Président du Sénat de Finlande jusqu'en novembre 1918, pense qu'acquérir la Carélie orientale est pratiquement vital pour la Finlande.
Pendant ce temps, la situation politique et militaire en Russie est chaotique. 
L'offensive allemande en février 1918 conduit à l'effondrement de la défense russe et force la Russie bolchevique au traité de Brest-Litovsk. 
Cela incite les puissances de l'Entente à intervenir militairement en Russie. 
En juin 1918, un contingent britannique atterrit à Mourmansk pour sécuriser la région.

## Guerres principales
- Expéditions de Vienne (fi)
- Guerre d'indépendance de l'Estonie
- Expédition d'Olonets (fi)
- Expéditions de Petsamo (fi)
- Soulèvement populaire des Ingriens (fi)
- Soulèvement populaire des Caréliens orientaux (fi) (550 volontaires)